# SCE Cambridge Studio

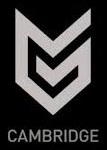
El logo de SCE Cambridge Studio

Guerrilla Cambridge, antes SCE Cambridge Studio, era una subsidiaria de Sony Computer Entertainment fundada en 1997.

## Historia
Cambridge Studio, formaba parte de Sony Computer Entertainment Worldwide Studios, se formó en julio de 1997 cuando Sony Computer Entertainment Europe adquirió el estudio de desarrollo del Millennium de Cyberlife Ltd. El estudio contaba con 90 funcionarios de desarrollo bajo la dirección de James Shepherd. La compañía fue principalmente conocida por hacer los dos juegos de MediEvil de PlayStation y LittleBigPlanet para PlayStation Portable.
En el mes de enero de 2017, Sony anunció el cierre definitivo de este estudio para poder alcanzar una serie de objetivos estratégicos por parte de la compañía. Este cierre se une a los que ya se han ido efectuando en los últimos tiempos, como ocurrió con Studio Liverpool y Evolution Studios. En principio esta situación no afecta a Guerrilla Games Amsterdam, desarrolladores del videojuego Horizon Zero Dawn.